# (419624) 2010 SO16
(419624) 2010 SO16 – planetoida bliska Ziemi odkryta w 2010 przez teleskop kosmiczny WISE. Elementy orbitalne planetoidy zostały wyliczone przez Christou Apostolosa i Davida Ashera. Planetoida jest obiektem koorbitalnym Ziemi; jej orbita widziana z powierzchni Ziemi przypomina kształtem podkowę.
Orbita, po której porusza się (419624) 2010 SO16, pozwala jej na poruszanie się stosunkowo niedaleko od Ziemi, bez ryzyka kolizji; podobnym obiektem tego typu jest (3753) Cruithne. W odróżnienie od (3753) Cruithne, (419624) 2010 SO16 nie należy do znajdującej się wewnątrz orbity Ziemi grupy Atena ani do znajdujących się poza orbitą ziemską planetoid z grupy Apolla, ponieważ planetoida czasami znajduje się wewnątrz orbity Ziemi, a czasami na zewnątrz niej. Półoś wielka planetoidy oscyluje pomiędzy 0,996 a 1,004 j.a. z okresem ok. 350 lat. Planetoida nie zbliża się do Ziemi bliżej niż na 0,15 j.a. Komputerowe symulacje wskazują, że orbita planetoidy jest bardzo stabilna, co jest dość niezwykłe dla tego typu obiektów, a jest związane z jej bardzo niską ekscentrycznością, wynoszącą mniej niż 0,084.